# لوجک
لوجک یک سیستم خودروی متصل به اینترنت اشیا و بازیابی وسایل نقلیه سرقت شده است که از جی‌پی‌اس و فناوری سلولی برای مکان‌یابی وسایل نقلیه کاربران، مشاهده تاریخچه سفر، مشاهده سطح باتری، ردیابی سرعت و حفظ سلامت خودرو از طریق یک برنامه بومی استفاده می‌کند. قبل از فروش یک وسیله نقلیه، فروشندگان لوجک می‌توانند از این سیستم برای مدیریت و مکان‌یابی موجودی، مشاهده و مدیریت سلامت باتری و بازیابی موجودی سرقت شده استفاده کنند.
نسل قبلی سیستم از سیگنال ردیابی رادیویی استفاده می‌کرد. این سیستم از یک فرستنده و گیرنده نصب شده پنهان و یک کامپیوتر ردیاب نصب شده در خودروهای پلیس و هواپیماها استفاده می‌کرد.

## تاریخچه
سیستم اصلی لوجک در سال ۱۹۷۹ توسط ویلیام ریگان، کمیسر پلیس سابق مدفیلد، ماساچوست، ایجاد و ثبت اختراع شد که در ادامه شرکت لوجک را در مدفیلد تأسیس کرد. ریگان به عنوان اولین مدیرعامل و رئیس هیئت مدیره شرکت خدمت کرد. نام «لوجک» به عنوان «ضد ربایش» ابداع شد که در آن «ربایی» به سرقت وسیله نقلیه از طریق زور اشاره دارد.